# Gerhard von Prosch
Carl Ernst Wilhelm Erdmann Gerhard von Prosch (* 30. Januar 1895 in Obersohland; † 16. Juli 1937 in Istanbul) war ein deutscher paramilitärischer Aktivist und SA-Führer.

## Leben und Wirken

### Jugend und Erster Weltkrieg
Nach dem Schulbesuch meldete Prosch sich im Oktober 1914, kurz nach Beginn des Ersten Weltkriegs, als Kriegsfreiwilliger bei der Sächsischen Armee, in die er als Fahnenjunker eintrat. Nachdem er im Februar 1915 an die Front gekommen war, tat er Dienst als Unteroffizier, Zug- und Kompanieführer sowie als Ordonnanzoffizier. 1917 meldete Prosch, der im September 1915 zum Leutnant befördert worden war, sich zur Fliegertruppe, bei der er bis Kriegsende blieb. Für seine Leistungen als Pilot und als Überlebender eines Abschusses wurde Prosch mit dem Eisernen Kreuz beider Klassen ausgezeichnet.

### Weimarer Republik
Nach dem Ende des Krieges war Prosch zunächst Regimentsadjutant, bevor er dann als Leutnant in die Sächsische Landespolizei eintrat und nach Dresden versetzt wurde. Aufgrund seiner Aktivitäten in illegalen Formationen und der von ihm unterstützten Weiterschleusung von irregulären Kombattanten nach Oberschlesien, wo zu dieser Zeit Grenzkämpfe tobten, kam es vor dem Sächsischen Landtag zu Anhörungen in der Sache Prosch, die dieser zum Anlass nahm, den Dienst bei der Sächsischen Polizei zu quittieren. Er ging stattdessen nach München, wo er sich Franz von Epp, als einem der führenden Vertreter der parlamentarischen Rechten in Süddeutschland, zur Verfügung stellte. Epp machte Prosch mit seinem Adjutanten Ernst Röhm vertraut und beschaffte ihm außerdem eine Anstellung bei der Bayerischen Landespolizei, in die er im Februar 1922, wieder im Rang eines Leutnants aufgenommen wurde. Nach einer Beschäftigung als Ausbilder von Polizeianwärtern in Fürth wurde Prosch im Dezember 1922 nach München versetzt, wo er Aufgaben als Polizei-Nachrichtenoffizier übernahm.
In München lernte Prosch zu dieser Zeit Hermann Göring, Adolf Hühnlein und nicht zuletzt auch Adolf Hitler kennen. Für diesen bildete er im Frühjahr 1923 den so genannten Stoßtrupp Adolf Hitler, einen Vorläufer der späteren SS, aus, den er auch beim Aufzug der Völkischen Verbände auf dem Münchener Oberwiesenfeld am 1. Mai 1923 anführte. Anlässlich eines Überfalls durch politische Gegner im September 1923 erlitt Prosch, der inzwischen zum Oberleutnant der Landespolizei befördert worden war, einen Schädelbruch, was zur Folge hatte, dass er sechs Wochen im Lazarett Nymphenburg zubringen musste.
Am 8. November 1923 wurde Prosch nach München gerufen, um an einem Appell der nationalen Wehrverbände im Bürgerbräukeller teilzunehmen. Als dieser im Aufruf zum gewaltsamen Umsturz mündete, stellte sich Prosch noch im Bürgerbräukeller den Anführern des als Hitler-Putsch bekannt gewordenen Unternehmens, zur Verfügung. Prosch erledigte im Rahmen des Putsches einige Aufträge für Göring, bevor er, kurz vor dem Zusammenbruch des Staatsstreiches, auf dem Rückweg nach Nymphenburg verhaftet wurde: Er kam zunächst in Untersuchungshaft ins Gefängnis Stadelheim und dann als Schutzhäftling ins Gefängnis in Landsberg, bevor er im Februar 1924 entlassen wurde.
Im so genannten Kleinen Hitler-Putsch-Prozess wurde Prosch schließlich am 16. April 1924 durch das Volksgericht München I wegen Beihilfe zum Hochverrat zu einem Jahr und drei Monaten Festungshaft und zu einer Geldstrafe von 100 Goldmark verurteilt. Da die Haftstrafe zur Bewährung ausgesetzt war, brauchte Prosch diese nicht anzutreten, wurde aber natürlich zuvor aus dem Polizeidienst entlassen. Stattdessen beteiligte er sich an dem Aufbau der von Röhm gegründeten Wehrorganisation Frontbann, weswegen er erneut kurzzeitig in Haft genommen wurde.
Ende 1924 wanderte Prosch, der nun „genug vom Sitzen […] hatte“, in die Türkei aus, wo er im Eisenbahnbau tätig war. Aus der Türkei hielt er ständigen Kontakt nach Deutschland: So stand er unter anderem in Korrespondenz mit Elsa Bruckmann und Röhm, mit dem er seit 1923 auf Duzfuß stand.

### Zeit des Nationalsozialismus
Wenige Monate nach der nationalsozialistischen Machtübernahme im Frühjahr 1933 wurde Prosch im Juni 1933 von Röhm in die Oberste SA-Führung (OSAF) berufen und zu diesem Zweck von ihm persönlich mit dem Flugzeug in der Türkei abgeholt.
In der OSAF erhielt Prosch bei seinem Dienstantritt am 1. Juli 1933 die Funktion eines Sturmbannführers zur besonderen Verwendung. Nachdem er eine Weile Aufgaben in der Adjutantur übernommen hatte, wurde er zur Reichsführerschule versetzt und dann mit einem Kommando in Dortmund betraut. Im Herbst 1933 wurde er außerdem rückwirkend zum Hauptmann der Landespolizei a. D. befördert. Auf Veranlassung von Röhm konnte Prosch außerdem rückwirkend zum 1. Mai 1933 in die NSDAP eintreten (Mitgliedsnummer 1.750.676).
Seit März 1934 befand Prosch sich krankheitsbedingt – er hatte Probleme mit dem Klima in Dortmund – in Mittenwald. Als ihn dort am 30. Juni 1934 die Nachricht von einem angeblichen Putschversuch Röhms gegen die Reichsregierung erreichte, reiste er nach München, um sich vor Ort ein Bild von der Lage zu machen. In München, wo sich der vermeintliche Röhm-Putsch als eine gegen die SA und andere Kräfte gerichtete politische Säuberungswelle der Reichsregierung erwies, wurde Prosch dann am 2. Juli in Schutzhaft genommen. Da bei den nachfolgenden Ermittlungen herauskam, dass Prosch, der angab, bisexuell veranlagt zu sein, nach seiner Rückkehr aus der Türkei zusammen mit Röhm homosexuelle Beziehungen zu mehreren Heranwachsenden unterhalten hatte, wurde er im Herbst 1934 zusammen mit drei weiteren, darunter Karl Leon Du Moulin-Eckart, vor einem Münchener Schöffengericht wegen gleichgeschlechtlicher Unzucht und Kuppelei angeklagt. Am Ende des Verfahrens wurde er zu einer Haftstrafe von acht Monaten verurteilt und nach Dachau überführt. Aus der NSDAP war Prosch bereits im September 1934 von Rudolf Heß ausgeschlossen worden.

## Archivarische Überlieferung
- Institut für Zeitgeschichte: Gm 07.95: Verfahren gegen einen Angeklagten wegen Kuppelei und widernatürlicher Unzucht vor dem Schöffengericht München am 13. September 1934 (vii 3343-53/34 München I)  (Ermittlungsbericht der Staatsanwaltschaft München 1 Js Gen 1ff/49 vom 28.1.52).
- Staatsarchiv München: Polizeidirektion (PD) 15540: Polizeiakte zu Prosch